# Nasief Morris
Nasief Morris, född 16 april 1981 i Kapstaden, Sydafrika är en sydafrikansk fotbollsspelare.
Morris har bland annat spelat i Aris, Panathinaikos, Recreativo de Huelva och Racing Santander.